# Atkinson (Maine)
Atkinson – miasto w Stanach Zjednoczonych, w stanie Maine, w hrabstwie Piscataquis.